# 江差警察署
江差警察署（えさしけいさつしょ）は、北海道警察函館方面本部が管轄する警察署の一つである。

## 管轄区域
- 檜山振興局
  - 檜山郡江差町、上ノ国町、厚沢部町
  - 爾志郡乙部町
  - 奥尻郡奥尻町

## 所在地
- 北海道檜山郡江差町字上野町30

## 沿革
- 1875年 - 函館警察署江差ら卒屯所として江差町上野町で10名で発足、長は鹿児島県士族で大羅卒の市来政胤
- 1877年 - 函館警察署江差分署となる
- 1882年 - 江差警察署に昇格
- 1887年 - 江差郡役所との合同庁舎を中歌町に新築（現江差町郷土資料館）[1]。
- 1948年 - 警察法施行に伴い、北海道庁警察部を廃止。自治体警察の江差町警察署と国家地方警察江差地区警察署が発足
- 1954年 - 警察法の改正により北海道警察が発足。函館方面江差警察署となる
- 1968年4月 - 江差警察署現庁舎新築
- 2005年10月1日  - 八雲町と熊石町の合併により、熊石地区の管轄を本署から八雲警察署に変更する。

## 組織
- 署長（警視）
- 副署長（警視）
- 警務課（警務係、犯罪被害者支援係、相談係、管理係）
- 会計係
- 刑事・生活安全課（生活安全係、刑事係）
- 地域課（地域係）
- 交通課（交通係）
- 警備係

## 駐在所
括弧内は所在地を表す。

### 江差町
- 水堀駐在所（檜山郡江差町字水堀町11-3）

### 厚沢部町
- 厚沢部駐在所（檜山郡厚沢部町新町92-2）
- 鶉駐在所（檜山郡厚沢部町鶉町257-1）
- 館駐在所（檜山郡厚沢部町館町129-4）

### 奥尻町
- 奥尻駐在所（奥尻郡奥尻町字奥尻810-1）
- 青苗駐在所（奥尻郡奥尻町字青苗411-52）
- 奥尻空港警備派出所（奥尻郡奥尻町字奥尻185-2奥尻空港ターミナルビル内）

### 乙部町
- 乙部駐在所（爾志郡乙部町字緑町242-3）
- 豊浜駐在所（爾志郡乙部町字豊浜28-2）

### 上ノ国町
- 上ノ国駐在所（檜山郡上ノ国町字大留174）
- 石崎駐在所（檜山郡上ノ国町字石崎309）
- 滝沢駐在所（檜山郡上ノ国町字扇石512）
- 中須田駐在所（檜山郡上ノ国町字中須田495）
- 湯ノ岱駐在所（檜山郡上ノ国町字湯ノ岱913-6）